# Abaciscus intractabilis
Abaciscus intractabilis är en fjärilsart som beskrevs av Walker 1864. Abaciscus intractabilis ingår i släktet Abaciscus och familjen mätare. Inga underarter finns listade i Catalogue of Life.